# Petra Králová
Petra Králová, dříve Domžalová (* 8. listopadu 1978 Opava),  česká herečka a zpěvačka

## Život
Od roku 2000 je členkou souboru Městského divadla Zlín.
Stala se vítězkou divácké ankety Aplaus 2016, cenu Aplaus získala i v letech 2017, 2022, 2023 a 2024.
Dlouhodobě vystupuje v inscenacích hudebních – ztvárnila například role Káči (Divotvorný hrnec), Mařenky (Prodaná nevěsta), princezny Turandot (Turandot), Elišky (Noc na Karlštejně), Smrti (Malované na skle), Pepy (Ženy na pokraji nervového zhroucení) či Kity de Luca v muzikálu Pretty Woman. Na svém kontě má také řadu postav dramatických a komediálních. Výrazně na sebe upozornila například jako Irina (Tři sestry), Clarice (Sluha dvou pánů), Marie Babičková (Baťa Tomáš, živý), Elena (Bio Ráj), Jenny (Žebrácká opera), Mollie Ralstonová (Past na myši) nebo Karen Nashová (Apartmán v hotelu Plaza) či Kněžna (Babička).
V hlavních rolích hostovala v Národním divadle moravskoslezském jako Manon Lescaut v muzikálu Manon, dále ve Slezském divadle Opava v Baladě pro banditu jako Eržika a ve Východočeském divadle v Pardubicích. Spolu se svým manželem – hercem Radovanem Králem – nastudovala divadelně-hudební pořad Procházka slavnými muzikály, který se několikrát objevil na velkých open air pódiích na českých hradech a zámcích vedle  dalších známých tuzemských muzikálů.
Je autorkou námětu a scénáře hudební inscenace EVA! (životní příběh a písně Evy Pilarové), kde ztvárňuje hlavní postavu – Evu Pilarovou (světová premiéra 15. března 2025).
Pokud jde o filmovou a televizní tvorbu, hrála hlavní roli  ve studentském filmu Kočky (2010) a ztvárnila také role v seriálech Znamení koně Věry Nové (2 řady- 2011 a 2015), Rozsudek (2014) a Vraždy v kruhu (2015).
Jejím manželem je Radovan Král, taktéž herec Městského divadla Zlín. Mají spolu dva syny.